# Michael Wenzel Halbax
Michael Wenzel Halbax, en tchèque Michael Václav Halbax, également Halwachs, Halwax, Halpax, Holbwox, (né en 1661 à Ebenfurth, mort le 1er août 1711 à Sankt Florian) est un peintre autrichien et tchèque.

## Biographie
Michael Wenzel Halbax est l'élève du peintre Johann Karl Loth (Carlo Lotti), qui travaille à Venise. L'une des œuvres clés de Loth provenant du château de Jindřichův Hradec, L'Expulsion d'Adam et Ève du paradis, fut longtemps attribuée à Halbax. Au cours de son séjour à Venise, il rencontre Johann Michael Rottmayr et Peter Strudel.

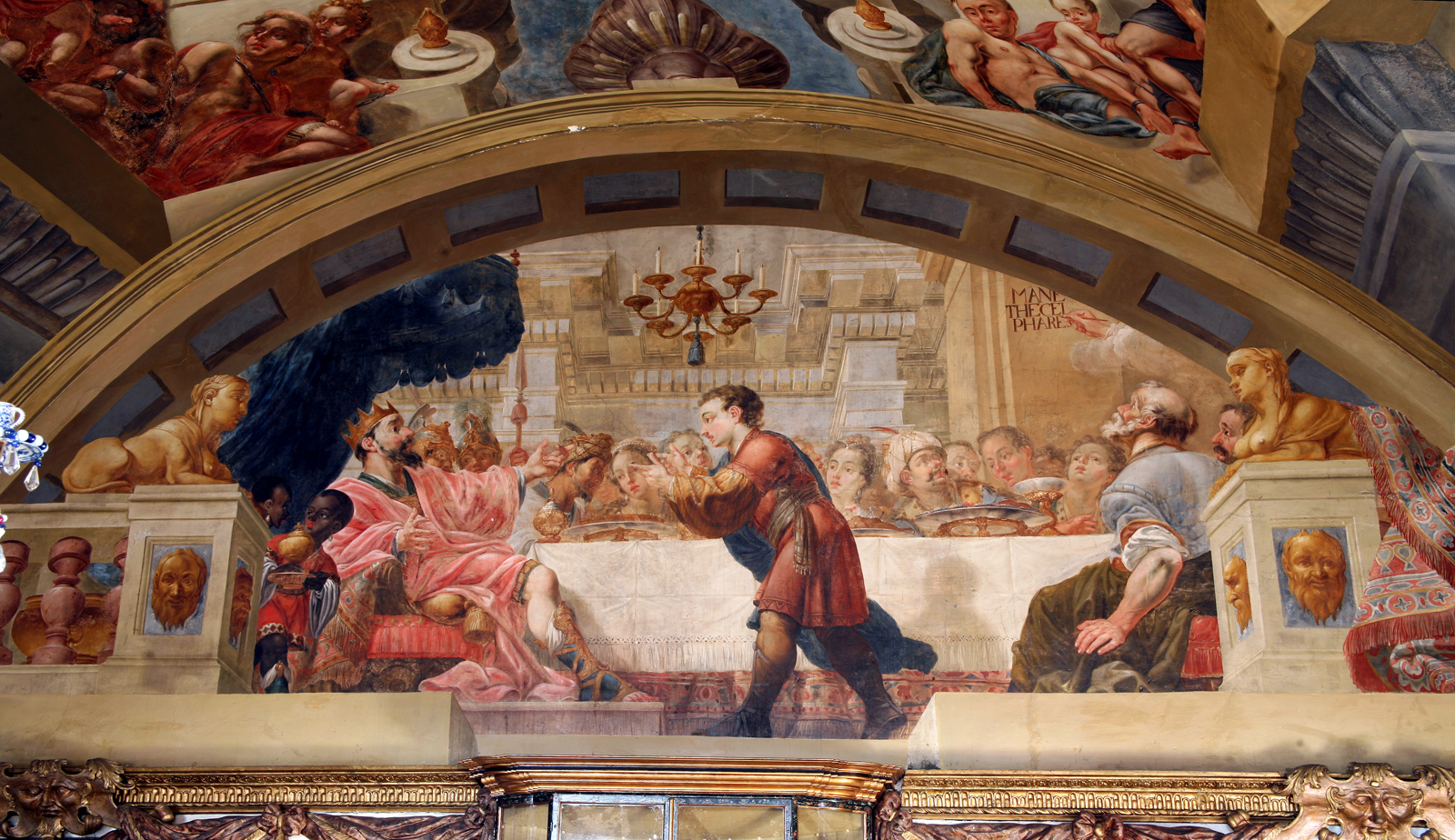
Václav Jindřich Nosecký et Michael Václav Halbax, La Festin de Balthazar, Château de Zákupy

Il vit à Prague de 1686 à 1694 et de 1700 à 1709. Après 1700, il devient membre de la corporation des peintres de la Vieille Ville pragoise. Il est influencé par les œuvres du peintre Karel Škréta et impressionné par la décoration murale de la salle principale du château de Troja à Prague, réalisée par les frères Godyn.
Halbax est une personne très sociable, apparaissant dans de nombreux rapports comme témoin ou parrain. Avec le peintre František Maxmilian Kaňka et le sculpteur Franz Preiss, il tente de fonder une académie d'art à Prague en 1707. Après l'échec de cette tentative, il émigre à Linz en 1709.
Avec Václav Jindřich Nosecký (cs), le père de Siard Nosecký (cs), il réalise des peintures sur les murs et les plafonds du château de Zákupy.
Parmi ses élèves, il y a notamment Wenzel Lorenz Reiner. Son influence est également perceptible dans les œuvres de son neveu Franz Gregor Ignaz Eckstein et Siard Nosecký.
Son fils Georg Joseph Halbax (1693-1768) est compositeur et dramaturge et, à partir de 1716, chanoine augustinien à l'abbaye de Saint-Florian.